# Sommozzatore

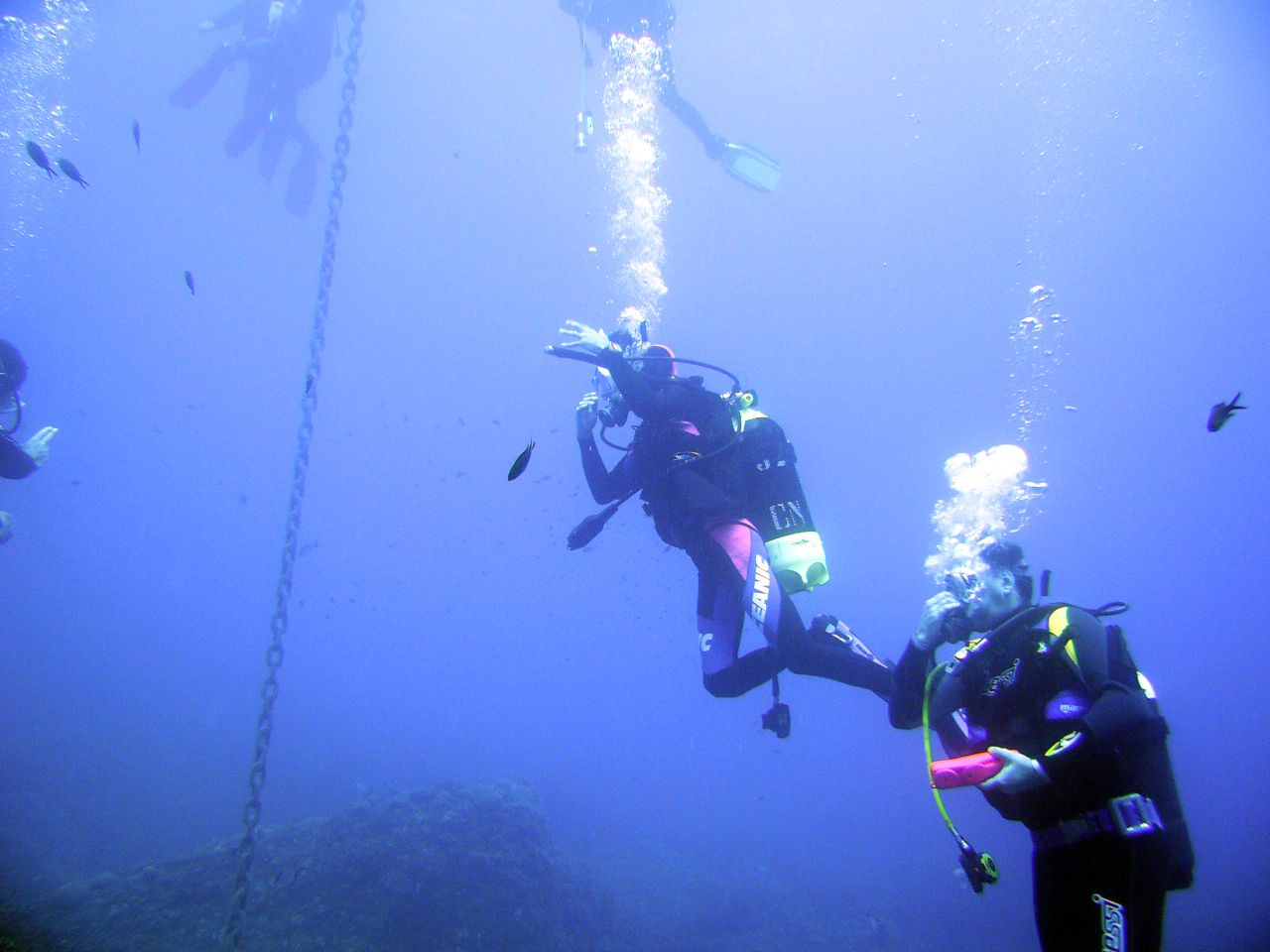
Subacquei in immersione.

Un sommozzatore (o subacqueo, in ambito militare anche uomo rana) è qualsiasi persona che si immerge sott'acqua con l'ausilio di un sistema di erogazione autonomo ARA o ARO, in inglese SCUBA, che gli fornisce la miscela respiratoria (aria, ossigeno, elio-ossigeno, azoto-elio-ossigeno) alla pressione dell'ambiente in cui opera permettendogli di restare sott'acqua per periodi variabili e relativi alla quantità di gas che il sistema può trasportare ed alla profondità in cui questa viene respirata.

## Etimologia
Il termine nella lingua italiana deriva dal termine napoletano "sommozzare", cioè immergere: i primi sommozzatori infatti nacquero a Napoli su iniziativa congiunta di un napoletano e di alcuni giapponesi, poco prima della seconda guerra mondiale. Dopo la guerra, l'invenzione dell'autorespiratore ad aria da parte di Jacques Cousteau e delle prime mute subacquee in schiuma di neoprene, resero questa attività molto più semplice e diffusa di quanto non fosse inizialmente.
Per quanto riguarda invece l'appellativo di uomo rana, esso risalirebbe a circa il 1940, quando la figura dei sommozzatori in mute lucide e con larghe pinne, richiamava quella dell'animale.

## Descrizione
Diversamente dal palombaro, che riceve l'aria dalla superficie tramite un tubo di gomma chiamato cordone ombelicale, ed è vincolato al fondo da un pesante equipaggiamento, il sommozzatore può essere svincolato da qualunque piattaforma fissa, porta con sé il gas necessario compresso in bombole assicurate alle spalle e si sposta nuotando liberamente con l'ausilio di pinne.
Il sommozzatore mantiene o modifica a piacere il proprio assetto in acqua grazie ad uno speciale giubbotto chiamato GAV, che può gonfiare utilizzando parte dell'aria contenuta nelle bombole o l'aria espirata e sgonfiare tramite apposite valvole.

## Ambito professionale
I sommozzatori svolgono immersioni a livello professionale nell'ambito:
- della subacquea industriale per lo svolgimento di lavorazioni metalmeccaniche, edili, civili e nel settore dell'acquacoltura
- per attività di soccorso e compiti di polizia e militari nell'ambito di unità specializzate di corpi dello Stato (nucleo sommozzatori dei Vigili del Fuoco, nucleo sommozzatori della Guardia di Finanza, centro subacquei dell'Arma dei Carabinieri, Centro nautico e sommozzatori della Polizia di Stato) e della Marina Militare (Comando subacquei e incursori)
- come istruttori e guide professionali nel campo della subacquea ricreativa, sportiva e didattica
- per scopi scientifici e di tutela dell'ambiente e del patrimonio culturale

## Galleria d'immagini

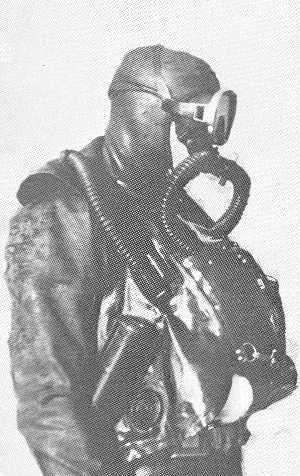
Un sommozzatore francese con due tubi respiratori (modello "Oxygers", 1957)
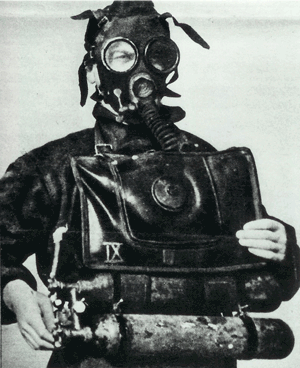
Sommozzatore italiano della seconda guerra mondiale del "Gruppo Gamma"
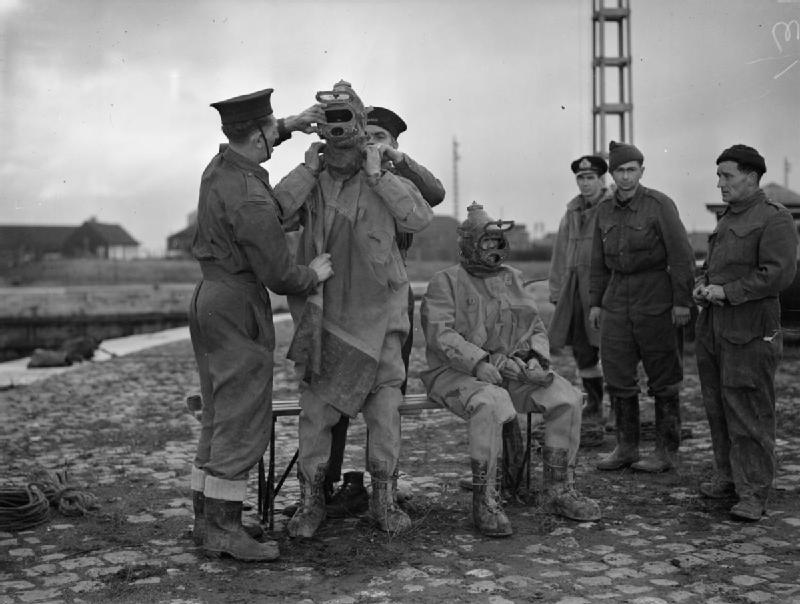
I subacquei della Royal Navy in tuta Sladen durante la seconda guerra mondiale
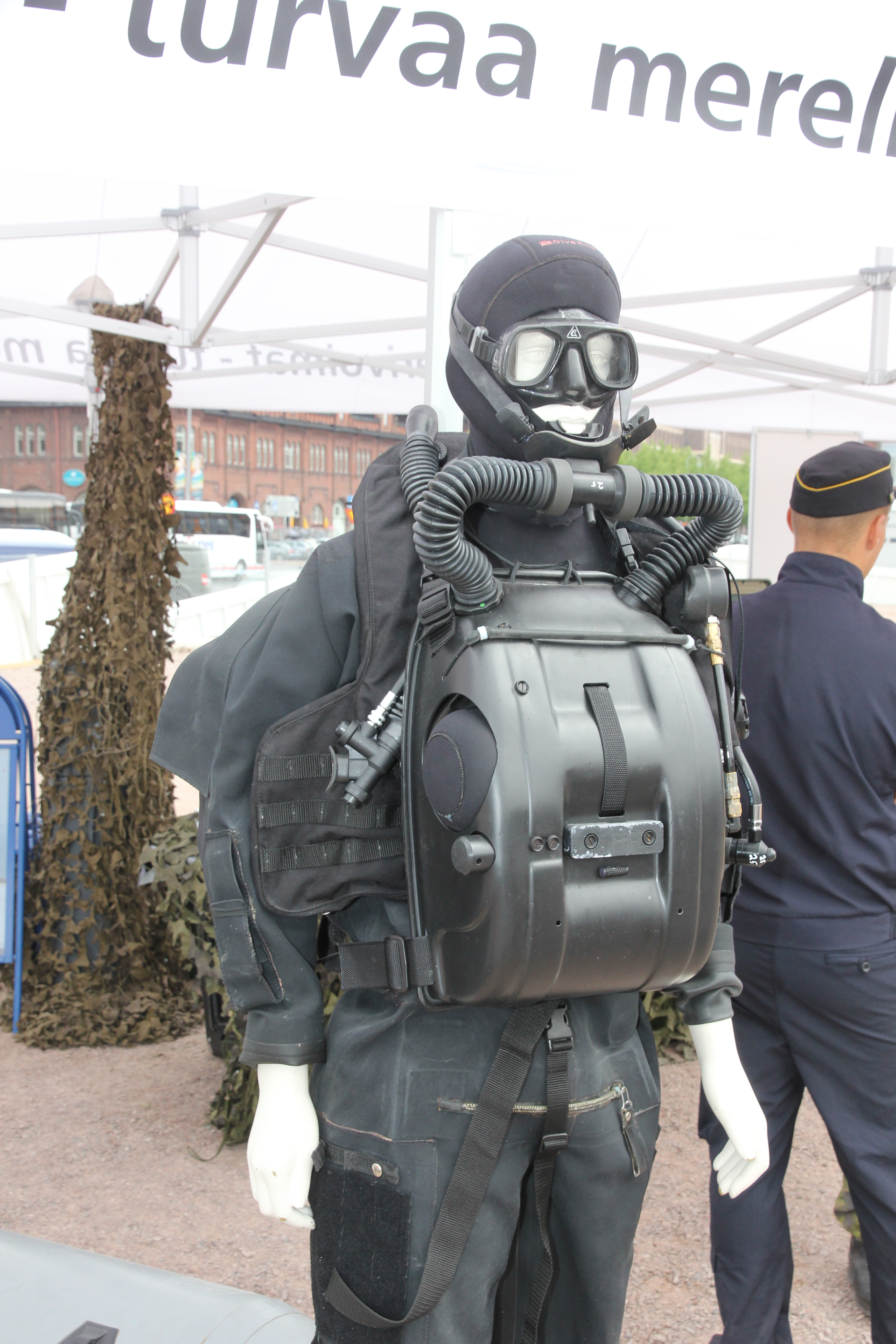
Manichino che indossa l'attrezzatura da sub da combattimento della Marina finlandese.